# Musée des carrosses de Naples
Le musée des carrosses est un musée de Naples abrité dans le complexe de la villa Pignatelli.

## Histoire et description
Le projet du musée des carrosses de la Villa Pignatelli est né dans les années 1950 grâce à la volonté du surintendant des Musée de Campanie, Bruno Molajoli, d’acquérir la riche collection de carrosses, calèches et harnais offerts par le marquis de Civitanova Mario D'Alessandro. À ce premier noyau originel, se sont ajoutés ultérieurement d'autres dons : ceux du marquis Spennati (1960), du comte Dusmet (1962), du comte Leonetti di Santojanni (1973) et enfin ceux de Strigari (1979). 
Le musée, installé dans les anciennes écuries de la Villa Pignatelli, n’a été inauguré qu’en 1975; fermé au public pendant plusieurs années, il a ensuite été restauré et rouvert en 2014 avec une muséographie innovante enrichie de supports pédagogiques multimédia. 
La collection se compose de trente-quatre carrosses et calèches de production italienne, anglaise et française de la fin du 19e siècle et du début du XXe siècle. Elle est accompagnée d'une importante collection de harnais, de mors et de fouets.  